# Оке Тельнінґ
Оке Тельнінґ (швед. Åke Thelning, 24 жовтня 1892 — 16 лютого 1979) — шведський вершник.
Олімпійський чемпіон 1924 року в командному конкурі.